# Course en ligne masculine de cyclisme sur route aux Jeux olympiques d'été de 2008
Vous lisez un « bon article » labellisé en 2009.
Pour un article plus général, voir Cyclisme aux Jeux olympiques d'été de 2008.
Navigation
Athènes 2004 Londres 2012
La course en ligne masculine de cyclisme sur route, épreuve de cyclisme des Jeux olympiques d'été de 2008, a lieu le 9 août 2008 sur le Vélodrome urbain sur route de Pékin (l'un des huit sites temporaires prévus pour ces Jeux). La course démarre à 11 heures du matin heure chinoise (UTC+8), avec une arrivée prévue au plus tard à 17 heures 30. Le parcours de la course, d'une longueur totale de 245,4 kilomètres (152,5 miles), s'étend au cœur de la métropole chinoise, et passe à proximité de lieux historiques de la ville tels que le Temple du ciel, le Palais de l'Assemblée du Peuple, la place Tian'anmen et le Stade national de Pékin. Après avoir roulé sur un terrain relativement plat de 78,8 km (49,0 mi) au nord du centre-ville de Pékin, les coureurs rejoignent ensuite une boucle de 23,8 km (14,8 mi). Ce circuit, à parcourir sept fois, contient des côtes avec des pourcentages allant jusqu'à 10 %, à proximité de la Grande Muraille.
La course est remportée par le coureur espagnol Samuel Sánchez en 6 h 23 min 49 s au sprint devant cinq autres coureurs échappés. L'Italien Davide Rebellin et le Suisse Fabian Cancellara prennent respectivement la deuxième et la troisième place et reçoivent les médailles d'argent et de bronze. En avril 2009, Rebellin est déclassé en raison d'un contrôle antidopage positif à l'EPO CERA à l'issue de l'épreuve. Après l'analyse de l'échantillon B qui confirme les résultats initiaux, il doit rendre sa médaille et rembourser l'argent gagné. Les médailles d'argent et de bronze sont attribuées à Cancellara et Alexandr Kolobnev. Le climat chaud et humide durant la course contraste fortement avec la forte et dense pluie du lendemain lors de la course féminine.
L'évènement a lieu le premier jour des Jeux olympiques de 2008. Des craintes ont été exprimées avant les Jeux olympiques sur les menaces de pollution et leurs conséquences dans les sports d'endurance, mais aucun problème majeur ne se ressent au cours de la course.

## Qualification
Le nombre de participants pour la course se limite à cinq athlètes maximum par Comité national olympique (CNO). De plus, les athlètes doivent être classés par l'Union cycliste internationale (UCI), avec le classement UCI ProTour considéré comme supérieur aux circuits continentaux de cyclisme.
Le nombre de places de qualification allouées varie entre les différents circuits UCI, qui possèdent chacun leur propre système de classement. Tous les CNO qui ne sont pas en mesure de remplir leur quota d'athlètes grâce aux coureurs ProTour, peuvent sélectionner des cyclistes de l'un des circuits continentaux, et si cela n'est toujours pas suffisant, à partir des derniers championnats du monde UCI Élite B.
Finalement, le nombre de places attribuées à chaque circuit est (dans l'ordre décroissant) : 70 coureurs pour l'UCI ProTour, 38 pour l'UCI Europe Tour, 15 pour l'UCI America Tour, 9 pour l'UCI Asia Tour, 5 pour l'UCI Africa Tour, et 3 pour l'UCI Oceania Tour. Cinq autres coureurs se sont qualifiés par le biais des Championnats du monde UCI « Élite B ».
Le nombre final de concurrents est fixé à 145, mais seulement 143 athlètes commencent la course. En effet, quatre cyclistes doivent, pour diverses raisons, annuler leur participation. C'est le cas de l'Italien Damiano Cunego remplacé par Vincenzo Nibali car insuffisamment remis de ses blessures contractées lors du dernier Tour de France. Le Russe Vladimir Gusev est également remplacé par Denis Menchov, pour avoir manqué un contrôle antidopage avec son équipe Astana. Le vice-champion olympique portugais Sérgio Paulinho (problèmes de santé) et le Suisse Michael Albasini (clavicule cassée) déclarent forfait mais ne sont pas remplacés.

## Contexte

### Problèmes liés à la pollution
Avant l'ouverture des Jeux, le Comité international olympique tient à minimiser le risque de la pollution pour les athlètes, tout en se réservant la possibilité de changer le programme des épreuves d'endurance, comme le cyclisme sur route, si le niveau de pollution est trop élevé. Les athlètes participants à ces évènements peuvent consommer jusqu'à vingt fois plus que la quantité d'oxygène d'une personne normale. Un niveau élevé de pollution dans l'air peut nuire à la performance, il peut également endommager ou irriter les poumons d'un athlète, voire aggraver certains problèmes respiratoires comme l'asthme.
Des sources indépendantes montrent que le niveau de pollution est au-dessus de la limite jugée sûre par l'Organisation mondiale de la santé,. Toutefois, la course cycliste a bien lieu, comme prévu, sans aucune objection de la part des athlètes. Sur les 143 cyclistes engagés, 53 abandonnent durant la course. Par comparaison, en 2004 plus de la moitié des coureurs abandonnent à Athènes. Après la course, plusieurs cyclistes se plaignent de la chaleur (26 °C) et de l'humidité (90 %), qui sont beaucoup plus élevées qu'en Europe, où a lieu la majorité des courses de l'UCI ProTour. La pollution n'est pas citée comme un problème majeur à l'exception de l'Allemand Stefan Schumacher qui déclare que la pollution joue un rôle dans son abandon.

### Nations participantes et favoris

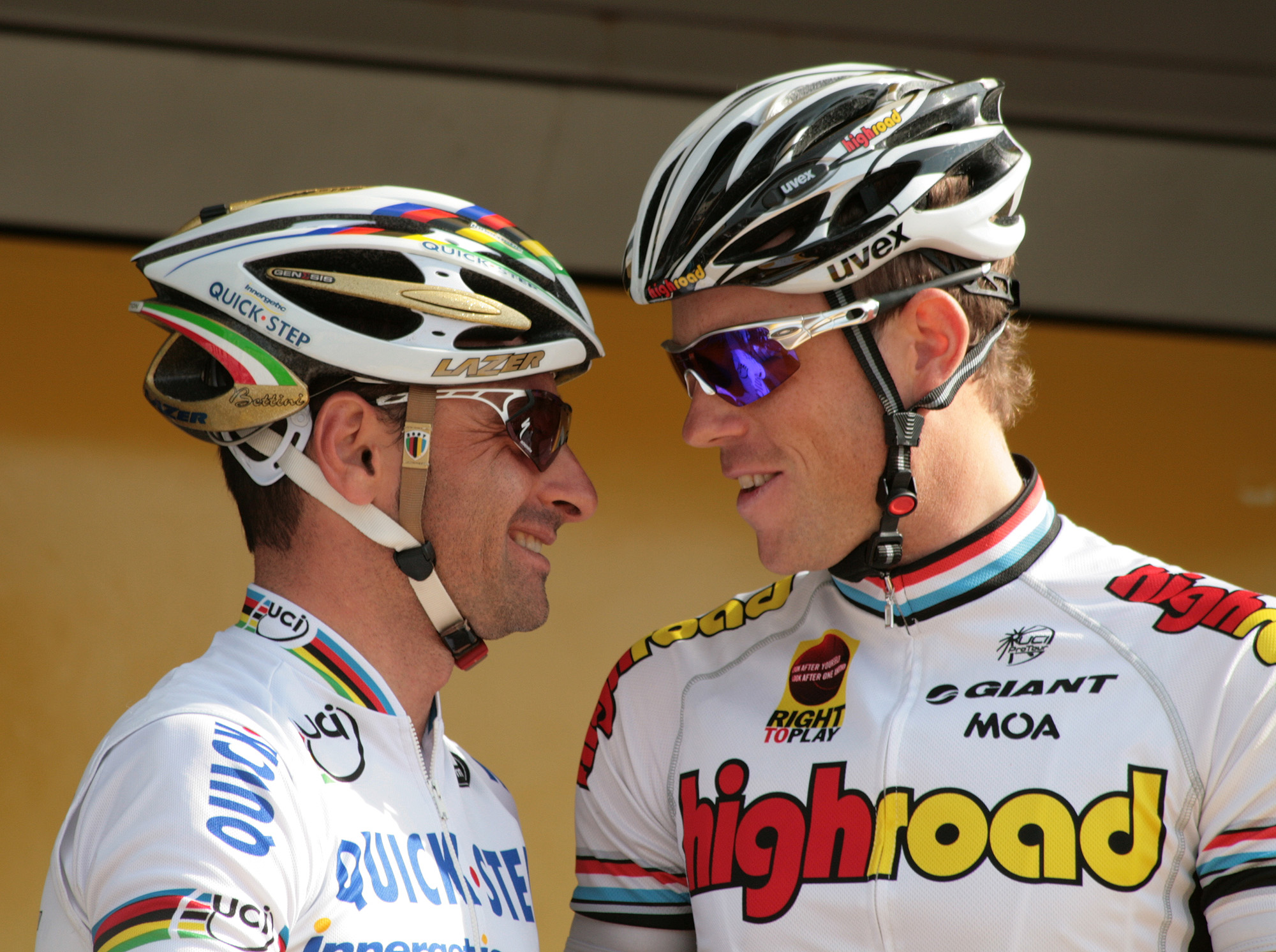
Paolo Bettini (gauche) et Kim Kirchen (droite), deux favoris de la course.

Parmi les favoris désignés avant la course, on retrouve les coureurs de l'effectif espagnol. Celui-ci inclut deux lauréats de grands tours, Alberto Contador et Carlos Sastre, accompagnés d'Alejandro Valverde, futur vainqueur du ProTour, de Samuel Sánchez, vainqueur de trois étapes sur le Tour d'Espagne 2007 et du sprinteur trois fois champion du monde Óscar Freire, également lauréat du maillot vert sur le dernier Tour de France. Valverde reste considéré comme le plus apte à remporter la course sur ce genre de parcours, notamment après ses récentes victoires lors de Liège-Bastogne-Liège et de la Classique de Saint-Sébastien, sept jours plus tôt. Les autres candidats aux médailles sont l'Italien tenant du titre Paolo Bettini, l'Allemand Stefan Schumacher et l'Australien Cadel Evans (deuxième des deux derniers Tours de France). Les équipes allemande et luxembourgeoise peuvent peser sur la course et prétendre à la victoire. La sélection allemande, en outre de Schumacher, peut compter sur Jens Voigt, tandis que les Luxembourgeois envisagent une bonne course des frères Andy et Fränk Schleck, ainsi que de Kim Kirchen, porteur du maillot jaune sur le Tour de France 2008,.

## Parcours
Le Vélodrome urbain sur route (l'un des huit sites temporaires de ces Jeux) est d'une longueur de 102,6 km, tandis que le parcours mesurant 245,4 km au total, constitue la plus longue course de l'histoire olympique.
La ligne de départ se trouve vers le Yongdingmen Gate, un vestige de la vieille ville de Pékin, qui est une partie du district de Chongwen situé au nord de Pékin. L'épreuve se termine sur le Juyong Pass, dans le District de Changping.

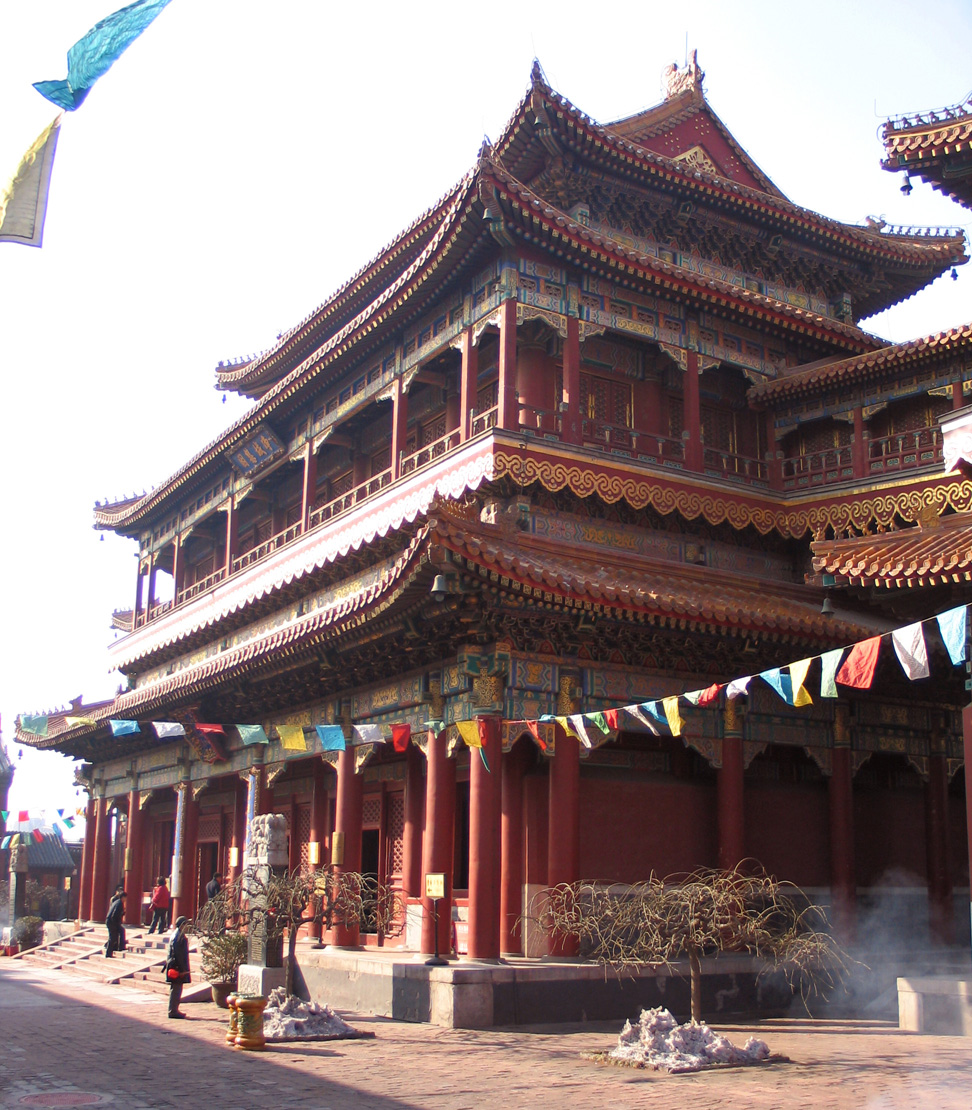
Le Temple de Yonghe.

La route passe sur un total de huit districts : Chongwen, Xuanwu, Dongcheng, Xicheng, Chaoyang, Haidian, Changping, et Yanqing.
Le décor de la course est décrit comme « majestueux », le paysage incluant le Temple du ciel, le Palais de l'Assemblée du Peuple, la place Tian'anmen, le Temple de Yonghe et la Grande Muraille de Chine. On peut également apercevoir les œuvres architecturales construites spécialement pour ces J.O. telles que le Stade national de Pékin et le Centre national de natation (familièrement appelé le « Cube d'eau »).
Le parcours de la course masculine diffère sensiblement de celui de la course féminine qui est deux fois plus court. La course messieurs débute dans le centre de Pékin et, par conséquent, la route est relativement plate. Aux environs du kilomètre 78,8, les coureurs atteignent la section de Badaling de la Grande Muraille, pour commencer leur première des sept boucles de 23,8 km. Les cyclistes rencontrent une première augmentation du pourcentage de la pente lors du passage du col de Badaling. Cette montée a un dénivelé positif de 338,2 mètres, sur une distance de 12,4 km entre le début du circuit et le point culminant de l'ascension. À partir de là, les coureurs roulent sur un faux plat, avant de descendre sur une autoroute en direction du Juyongguan. Les derniers 350 m de la course constituent une montée quelque peu raide, qui doit assurer une course intéressante jusqu'au bout.
En raison des règles de sécurité mises en place par les organisateurs, aucun spectateur ne peut assister à la course au bord de la route. Cette décision est très controversée : plusieurs personnalités du cyclisme, y compris le président de l'UCI Pat McQuaid et les participants australiens Stuart O'Grady et Cadel Evans, critiquent cette position. Ils estiment que l'absence de personnes le long du parcours prive la course d'une atmosphère comparable aux autres épreuves cyclistes. Malgré ces protestations, la course se déroule sans spectateur.

## Récit de la course

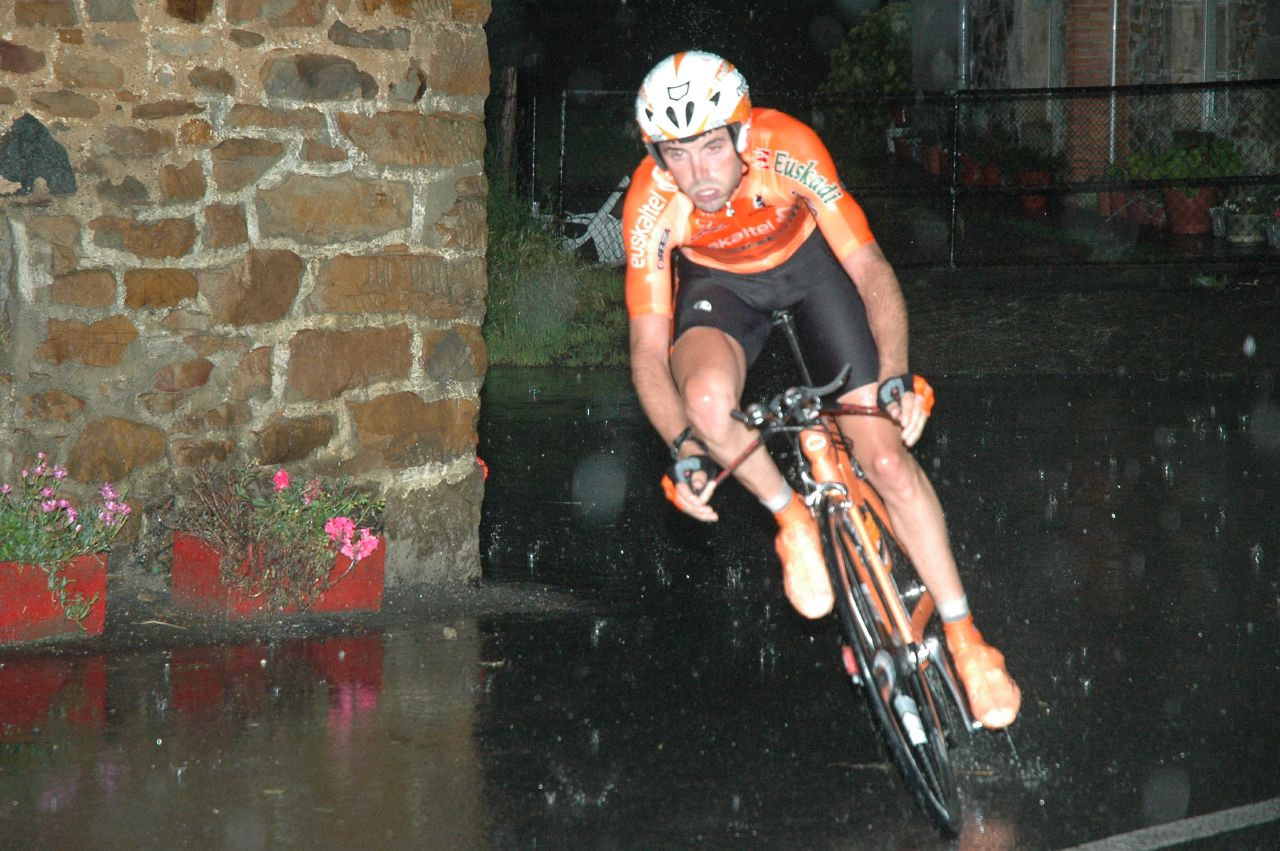
Samuel Sánchez, le champion olympique.

La course en ligne masculine débute à 11 h 00 heure locale (UTC+8). Dès les trois premiers kilomètres, Horacio Gallardo (Bolivie) et Patricio Almonacid (Chili) forment une échappée. Le duo compte jusqu'à quinze minutes d'avance, sans être considéré comme une menace par le peloton. Après 60 km, comme aucune équipe ne prend vraiment ses responsabilités, un groupe formé de vingt-six coureurs s'échappe. Parmi eux, on retrouve Carlos Sastre (Espagne), Kim Kirchen (Luxembourg), Jens Voigt (Allemagne), Roman Kreuziger (République tchèque) ou Simon Gerrans (Australie). Peu de temps après, les deux hommes de tête franchissent la ligne d'arrivée pour entamer la première des sept boucles de 23,8 km au programme. 

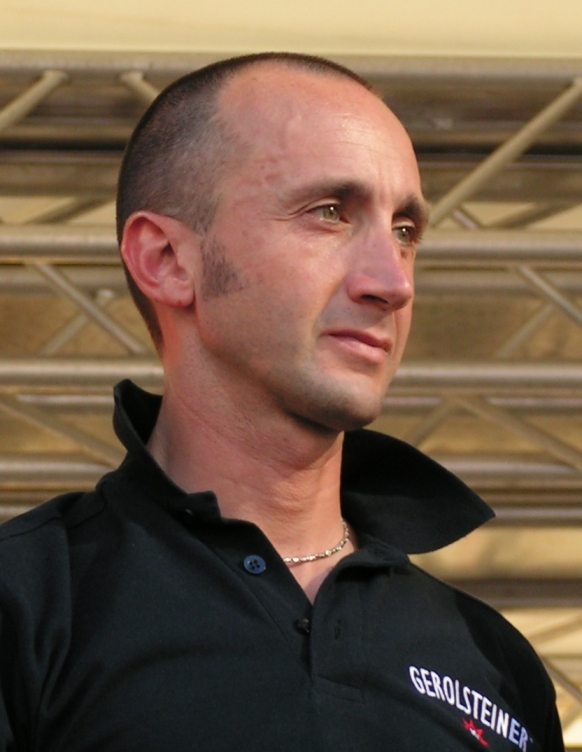
Davide Rebellin, médaillé d'argent avant d'être déclassé pour dopage.

Le Chilien Almonacid en profite pour lâcher son compagnon d'échappé Gallardo. L'unique représentant chilien présent sur l'épreuve se fait rejoindre par le groupe de poursuivants qui compte désormais vingt-quatre cyclistes. Il aura mené la course durant plus d'une heure et demie.
Sous l'impulsion de Sastre et Kreuziger en particulier, le groupe de tête construit petit à petit une avance atteignant les six minutes à la mi-parcours, soit après quatre des sept tours. À partir de ce moment-là, les Italiens prennent les choses en main pour revenir sur ce groupe jugé dangereux pour la victoire. Aliaksandr Kuschynski (Biélorussie) et Ruslan Pidgornyy (Ukraine) parviennent à s'échapper du premier groupe et à gagner un avantage d'une minute et quarante secondes sur le groupe de Sastre et de deux minutes quarante-cinq secondes sur le peloton, au début du cinquième tour du circuit. Le peloton à 60 km de l'arrivée absorbe le groupe Sastre, ne laissant que Kuschynski et Pidgornyy devant. Peu de temps après, juste avant le terme du cinquième tour, Marcus Ljungqvist (Suède), Rigoberto Urán (Colombie) et Johan Vansummeren (Belgique) tentent leur chance et quittent le peloton pour revenir sur Kuschynski et Pidgornyy. Les cinq coureurs sont finalement repris.

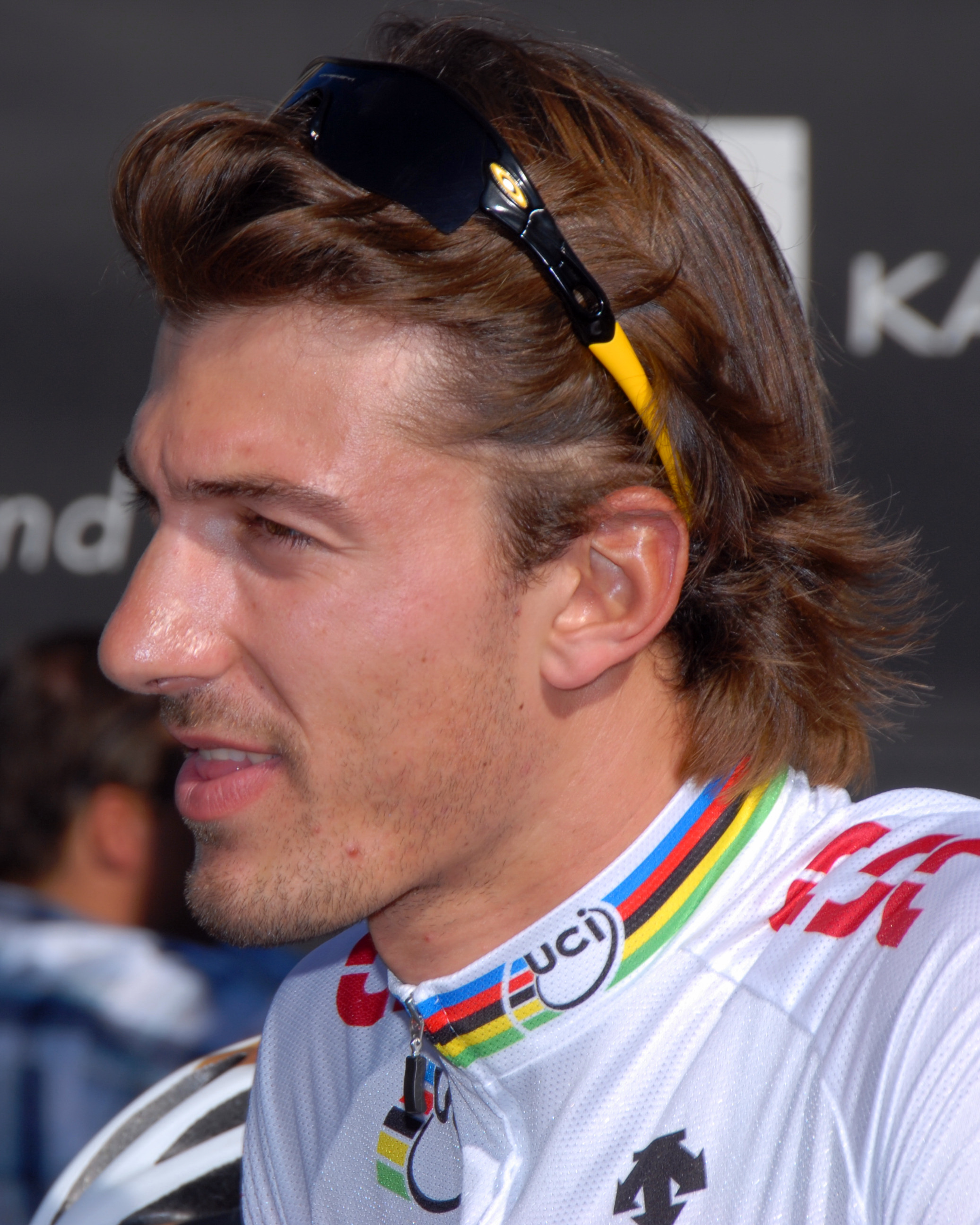
Fabian Cancellara, médaillé d'argent après le déclassement de Rebellin.

C'est ensuite l'Autrichien Christian Pfannberger qui sort du peloton. Son attaque vers la fin du sixième tour ne lui permet pas de dépasser la minute d'avance. Il voit le peloton revenir sur lui à 20 km de l'arrivée, soit dans le septième et dernier tour.
Dans les cinq minutes qui suivent ce regroupement, les attaques se succèdent et un groupe de vingt coureurs se projette à l'avant. Il comprend entre autres Cadel Evans (Australie), Levi Leipheimer (États-Unis), Santiago Botero (Colombie), et Jérôme Pineau (France).
Cinq coureurs, Samuel Sánchez (Espagne), Michael Rogers (Australie), Davide Rebellin (Italie), Andy Schleck (Luxembourg), et Alexandr Kolobnev (Russie), rejoignent le groupe de tête qui ne se compose plus qu'alors de treize coureurs. En raison des attaques répétées de Schleck, les trois coureurs Sánchez, Rebellin et Schleck atteignent le col de Badaling, à 12,7 km de l'arrivée, avec dix secondes d'avance sur Rogers et Kolobnev et vingt-six sur le groupe Evans. Bettini, Valverde et Fabian Cancellara (Suisse) sortent à leur tour du peloton principal et rejoignent le groupe d'Evans vers le sommet de la montée.

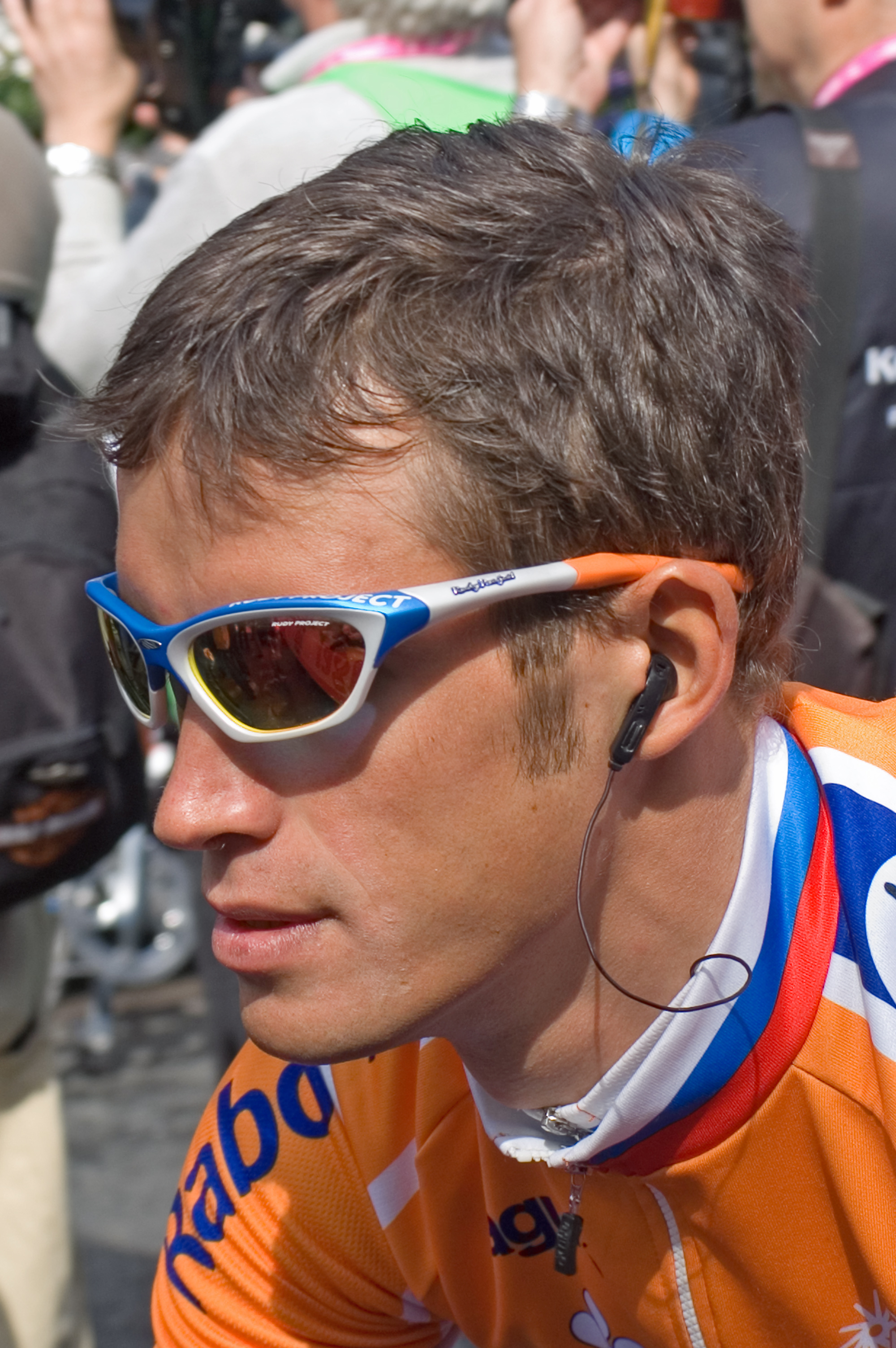
Alexandr Kolobnev, récupère lui la médaille de bronze.

 À 10 km de la ligne d'arrivée, le groupe de tête (Sánchez, Rebellin et Schleck) possède désormais un avantage de quinze secondes sur les deux poursuivants (Rogers et Kolobnev).
Dans les cinq derniers kilomètres, Cancellara s'échappe du groupe Evans pour rapidement revenir sur le groupe de chasse et combler l'écart avec les trois hommes de tête. La jonction se fait sous la flamme rouge et la victoire se joue donc à six. Sánchez s'adjuge la médaille d'or en remportant le sprint. Rebellin obtient la médaille d'argent et Cancellara celle de bronze.

## Allégation de dopage
En avril 2009, le CIO annonce que six athlètes ont été testés positifs durant les Jeux olympiques 2008, sans toutefois mentionner les sports concernés. Plus tard, des rumeurs mentionnent que deux des athlètes sont des cyclistes, dont l'un d'eux est médaillé. Le Comité olympique national italien (CONI) confirme rapidement qu'un athlète masculin a été testé positif à la CERA durant l'épreuve sur route mais ne donne aucun nom. Le 29 avril 2009, le CONI annonce que le cycliste italien Davide Rebellin est un des athlètes impliqués. L'agent de ce dernier envoie aussitôt une demande pour une analyse de l'échantillon B.
Le même jour, le CIO révèle que l'Allemand Stefan Schumacher a lui aussi été contrôlé positif lors de l'épreuve. Il a fait l'objet d'un contrôle positif au même produit lors du Tour de France 2008.
Le 7 juillet 2009, l'analyse de leur échantillon B révèle qu'ils se sont bien dopés à la CERA. Rebellin perd sa médaille d'argent. Cancellara récupère la médaille d'argent et Kolobnev la médaille de bronze.

## Classement final
Source : Résultats officiels
| Rang | Cycliste              | Pays               | Temps           | Écart                  |
| ---- | --------------------- | ------------------ | --------------- | ---------------------- |
|      | Samuel Sánchez        | Espagne            | 6 h 23 min 49 s | 38,262 km/h de moyenne |
|      | Fabian Cancellara     | Suisse             | 6 h 23 min 49 s | m.t.                   |
|      | Alexandr Kolobnev     | Russie             | 6 h 23 min 49 s | m.t.                   |
| 4    | Andy Schleck          | Luxembourg         | 6 h 23 min 49 s | m.t.                   |
| 5    | Michael Rogers        | Australie          | 6 h 23 min 49 s | m.t.                   |
| 6    | Santiago Botero       | Colombie           | 6 h 24 min 01 s | + 12 s                 |
| 7    | Mario Aerts           | Belgique           | 6 h 24 min 01 s | m.t.                   |
| 8    | Michael Barry         | Canada             | 6 h 24 min 05 s | + 16 s                 |
| 9    | Robert Gesink         | Pays-Bas           | 6 h 24 min 07 s | + 18 s                 |
| 10   | Levi Leipheimer       | États-Unis         | 6 h 24 min 09 s | + 20 s                 |
| 11   | Chris Anker Sørensen  | Danemark           | 6 h 24 min 11 s | + 22 s                 |
| 12   | Alejandro Valverde    | Espagne            | 6 h 24 min 11 s | m.t.                   |
| 13   | Jérôme Pineau         | France             | 6 h 24 min 11 s | m.t.                   |
| 14   | Cadel Evans           | Australie          | 6 h 24 min 11 s | m.t.                   |
| 15   | Przemysław Niemiec    | Pologne            | 6 h 24 min 11 s | m.t.                   |
| 16   | Christian Vande Velde | États-Unis         | 6 h 24 min 19 s | + 30 s                 |
| 17   | Paolo Bettini         | Italie             | 6 h 24 min 24 s | + 35 s                 |
| 18   | Vladimir Karpets      | Russie             | 6 h 24 min 59 s | + 1 min 10 s           |
| 19   | Murilo Fischer        | Brésil             | 6 h 26 min 17 s | + 1 min 28 s           |
| 20   | Fabian Wegmann        | Allemagne          | 6 h 26 min 17 s | m.t.                   |
| 21   | Erik Hoffmann         | Namibie            | 6 h 26 min 17 s | m.t.                   |
| 22   | Christian Pfannberger | Autriche           | 6 h 26 min 17 s | m.t.                   |
| 23   | Gustav Larsson        | Suède              | 6 h 26 min 17 s | m.t.                   |
| 24   | Nicki Sørensen        | Danemark           | 6 h 26 min 17 s | m.t.                   |
| 25   | Radoslav Rogina       | Croatie            | 6 h 26 min 17 s | m.t.                   |
| 26   | John-Lee Augustyn     | Afrique du Sud     | 6 h 26 min 17 s | m.t.                   |
| 27   | Nuno Ribeiro          | Portugal           | 6 h 26 min 17 s | m.t.                   |
| 28   | Ignatas Konovalovas   | Lituanie           | 6 h 26 min 17 s | m.t.                   |
| 29   | Jackson Rodríguez     | Venezuela          | 6 h 26 min 17 s | m.t.                   |
| 30   | Matthew Lloyd         | Australie          | 6 h 26 min 17 s | m.t.                   |
| 31   | Kurt Asle Arvesen     | Norvège            | 6 h 26 min 17 s | m.t.                   |
| 32   | Kanstantsin Siutsou   | Biélorussie        | 6 h 26 min 17 s | m.t.                   |
| 33   | Rémi Pauriol          | France             | 6 h 26 min 17 s | m.t.                   |
| 34   | Tadej Valjavec        | Slovénie           | 6 h 26 min 17 s | m.t.                   |
| 35   | Yaroslav Popovych     | Ukraine            | 6 h 26 min 17 s | m.t.                   |
| 36   | Simon Gerrans         | Australie          | 6 h 26 min 17 s | m.t.                   |
| 37   | Thomas Lövkvist       | Suède              | 6 h 26 min 25 s | + 1 min 36s            |
| 38   | Thomas Rohregger      | Autriche           | 6 h 26 min 25 s | m.t.                   |
| 39   | George Hincapie       | États-Unis         | 6 h 26 min 25 s | m.t.                   |
| 40   | José Serpa            | Colombie           | 6 h 26 min 27 s | + 1 min 38s            |
| 41   | Johan Vansummeren     | Belgique           | 6 h 26 min 27 s | m.t.                   |
| 42   | Fränk Schleck         | Luxembourg         | 6 h 26 min 27 s | m.t.                   |
| 43   | Andrey Mizourov       | Kazakhstan         | 6 h 26 min 27 s | m.t.                   |
| 44   | Roman Kreuziger       | République tchèque | 6 h 26 min 35 s | + 1 min 46 s           |

| Rang | Cycliste              | Pays               | Temps           | Écart         |
| ---- | --------------------- | ------------------ | --------------- | ------------- |
| 45   | Kim Kirchen           | Luxembourg         | 6 h 26 min 40 s | + 1 min 51 s  |
| 46   | Moisés Aldape         | Mexique            | 6 h 28 min 08 s | + 4 min 19 s  |
| 47   | Rein Taaramäe         | Estonie            | 6 h 30 min 49 s | + 7 min 00 s  |
| 48   | Carlos Sastre         | Espagne            | 6 h 31 min 06 s | + 7 min 17 s  |
| 49   | Franco Pellizotti     | Italie             | 6 h 31 min 06 s | m.t.          |
| 50   | Sergueï Lagoutine     | Ouzbékistan        | 6 h 31 min 06 s | m.t.          |
| 51   | Hossein Askari        | Iran               | 6 h 34 min 22 s | + 10 min 33 s |
| 52   | Ruslan Pidgornyy      | Ukraine            | 6 h 34 min 22 s | m.t.          |
| 53   | Julian Dean           | Nouvelle-Zélande   | 6 h 34 min 26 s | + 10 min 35 s |
| 54   | Jacek Morajko         | Pologne            | 6 h 34 min 26 s | m.t.          |
| 55   | Ryder Hesjedal        | Canada             | 6 h 34 min 26 s | m.t.          |
| 56   | Matija Kvasina        | Croatie            | 6 h 34 min 26 s | m.t.          |
| 57   | Marcus Ljungqvist     | Suède              | 6 h 34 min 26 s | m.t.          |
| 58   | Svein Tuft            | Canada             | 6 h 34 min 26 s | m.t.          |
| 59   | Denis Menchov         | Russie             | 6 h 34 min 26 s | m.t.          |
| 60   | Jure Golčer           | Slovénie           | 6 h 34 min 26 s | m.t.          |
| 61   | Ján Valach            | Slovaquie          | 6 h 34 min 26 s | m.t.          |
| 62   | Marzio Bruseghin      | Italie             | 6 h 34 min 26 s | m.t.          |
| 63   | Nicolas Roche         | Irlande            | 6 h 34 min 26 s | m.t.          |
| 64   | Laurens ten Dam       | Pays-Bas           | 6 h 34 min 26 s | m.t.          |
| 65   | Péter Kusztor         | Hongrie            | 6 h 35 min 44 s | + 11 min 55 s |
| 66   | Ivan Stević           | Serbie             | 6 h 35 min 44 s | m.t.          |
| 67   | Gatis Smukulis        | Lettonie           | 6 h 36 min 48 s | + 12 min 59 s |
| 68   | Tanel Kangert         | Estonie            | 6 h 36 min 48 s | m.t.          |
| 6    | Gonzalo Garrido       | Chili              | 6 h 36 min 48 s | m.t.          |
| 70   | Edvald Boasson Hagen  | Norvège            | 6 h 36 min 48 s | m.t.          |
| 71   | André Cardoso         | Portugal           | 6 h 39 min 42 s | + 15 min 53 s |
| 72   | Aliaksandr Kuschynski | Biélorussie        | 6 h 39 min 42 s | m.t.          |
| 73   | Dainius Kairelis      | Lituanie           | 6 h 39 min 42 s | m.t.          |
| 74   | Petr Benčík           | République tchèque | 6 h 39 min 42 s | m.t.          |
| 75   | Alexandr Pliuschin    | Moldavie           | 6 h 39 min 42 s | m.t.          |
| 76   | Denys Kostyuk         | Ukraine            | 6 h 39 min 42 s | m.t.          |
| 77   | Sergueï Ivanov        | Russie             | 6 h 39 min 42 s | m.t.          |
| 78   | Ghader Mizbani        | Iran               | 6 h 39 min 42 s | m.t.          |
| 79   | David George          | Afrique du Sud     | 6 h 39 min 42 s | m.t.          |
| 80   | Philip Deignan        | Irlande            | 6 h 39 min 42 s | m.t.          |
| 81   | Glen Chadwick         | Nouvelle-Zélande   | 6 h 39 min 42 s | m.t.          |
| 82   | Alexandre Usov        | Biélorussie        | 6 h 49 min 59 s | + 26 min 10 s |
| 83   | Tomasz Marczyński     | Pologne            | 6 h 49 min 59 s | m.t.          |
| 84   | Nebojša Jovanović     | Serbie             | 6 h 49 min 59 s | m.t.          |
| 85   | Takashi Miyazawa      | Japon              | 6 h 55 min 24 s | + 31 min 35 s |
| 86   | Rafaâ Chtioui         | Tunisie            | 7 h 03 min 04 s | + 29 min 45 s |
| 87   | Park Sung-Baek        | Corée du Sud       | 7 h 03 min 04 s | m.t.          |
| 88   | Kin San Wu            | Hong Kong          | 7 h 05 min 57 s | + 32 min 08 s |
| 89   | Luciano Pagliarini    | Brésil             | 7 h 08 min 27 s | + 34 min 38 s |

### Abandons
Beaucoup de coureurs n'ont pas terminé cette course, certains ont décidé d'abandonner après avoir travaillé pour leur équipe (donc leur pays). D'autres ont voulu conserver leurs forces en vue de l'épreuve du contre-la-montre qui a lieu 4 jours plus tard. Par ailleurs, les cyclistes ayant perdu un tour sur les leaders de la course sont automatiquement disqualifiés.
Au total, il y a eu 53 retraits dans cette course listés ici chronologiquement :
| 1. David Zabriskie (États-Unis (préparation pour le contre-la-montre) 2. Robert Hunter (Afrique du Sud (à 1 tour, disqualifié) 3. Alejandro Borrajo (Argentine) (à 1 tour, disqualifié) 4. Niki Terpstra (Pays-Bas) (problème mécanique, fatigue) 5. Matías Médici (Argentine) 6. Daniel Petrov (Bulgarie) (à 1 tour, disqualifié) 7. László Bodrogi (Hongrie) (préparation pour le contre-la-montre) 8. Horacio Gallardo (Bolivie) 9. Jonathan Bellis (Grande-Bretagne) (problèmes respiratoires) 10. Raivis Belohvoščiks (Lettonie) 11. Gerald Ciolek (Allemagne) (température et fatigue) 12. Ahmed Belgasem (Libye) 13. Liang Zhang (Chine) (à 1 tour, disqualifié) 14. Juan José Haedo (Argentine) (problèmes respiratoires) 15. Hichem Chaabane (Algérie) (à 1 tour, disqualifié) 16. Roman Broniš (Slovaquie) 17. Matej Jurčo (Slovaquie) (température et fatigue) 18. Maxime Monfort (Belgique) 19. Steve Cummings (Grande-Bretagne) (fatigue) 20. Óscar Freire (Espagne) (problème à l'estomac) 1. Karsten Kroon (Pays-Bas) (température et fatigue) 2. Roger Hammond (Grande-Bretagne) 3. Jason McCartney (États-Unis) (fatigue) 4. Vladimir Efimkin (Russie) 5. Andriy Grivko (Ukraine) (température et fatigue) 6. Mario Wilfredo Contreras (Salvador) | 1. Mahdi Sohrabi (Iran) (à 1 tour, disqualifié) 2. Henry Raabe (Costa Rica) (à 1 tour, disqualifié) 3. Fumiyuki Beppu (Japon) 4. Gabriel Rasch (Norvège) 5. Maxim Iglinskiy (Kazakhstan) 6. Stuart O'Grady (Australie (maux de tête) 7. Borut Božič (Slovénie) 8. Evgeni Gerganov (Bulgarie) 9. Patricio Almonacid (Chili) 10. Timothy Gudsell (Nouvelle-Zélande) (fatigue) 11. Jurgen Van den Broeck (Belgique) 12. Brian Vandborg (Danemark) 13. Stefan Schumacher (Allemagne) (pollution et fatigue) 14. Christophe Brandt (Belgique) 15. Vladimir Miholjević (Croatie) (chute avec Špilak) 16. Lars Petter Nordhaug (Norvège) 17. Vincenzo Nibali (Italie) 18. Bert Grabsch (Allemagne) 19. Stef Clement (Pays-Bas) 20. Ben Swift (Grande-Bretagne) (fatigue) 21. Rigoberto Urán (Colombie) 22. Pierre Rolland (France) 23. Cyril Dessel (France) 24. Pierrick Fédrigo (France) 25. Jens Voigt (Allemagne) (pollution et fatigue) 26. Simon Špilak (Slovénie) (chute avec Miholjević) 27. Alberto Contador (Espagne) (fatigue) |

## Liste des engagés
- Source : Cyclingnews.com[44]

| Italie | Espagne | Allemagne | Belgique |
| - 1. Paolo Bettini - 2. Marzio Bruseghin - 3. Vincenzo Nibali - 4. Franco Pellizotti - 5. Davide Rebellin | - 6. Alberto Contador - 7. Óscar Freire - 8. Samuel Sánchez - 9. Carlos Sastre - 10. Alejandro Valverde        | - 11. Gerald Ciolek - 12. Bert Grabsch - 13. Stefan Schumacher - 14. Jens Voigt - 15. Fabian Wegmann                | - 16. Mario Aerts - 17. Christophe Brandt - 18. Maxime Monfort - 19. Jurgen Van den Broeck - 20. Johan Vansummeren |
| France | Australie | République tchèque                                                                                                  | Luxembourg |
| - 21. Cyril Dessel - 22. Pierrick Fédrigo - 23. Rémi Pauriol - 24. Jérôme Pineau - 25. Pierre Rolland     | - 26. Cadel Evans - 27. Simon Gerrans - 28. Matthew Lloyd - 29. Stuart O'Grady - 30. Michael Rogers            | - 31. Petr Benčík - 32. Roman Kreuziger                                                                             | - 33. Kim Kirchen - 34. Andy Schleck - 35. Fränk Schleck                                                           |
| Pays-Bas                                                                                                  | Russie | États-Unis | Suisse |
| - 36. Stef Clement - 37. Robert Gesink - 38. Karsten Kroon - 39. Laurens ten Dam - 40. Niki Terpstra      | - 41. Vladimir Efimkin - 42. Sergueï Ivanov - 43. Vladimir Karpets - 44. Alexandr Kolobnev - 45. Denis Menchov | - 46. George Hincapie - 47. Levi Leipheimer - 48. Jason McCartney - 49. Christian Vande Velde - 50. David Zabriskie | - 51. Fabian Cancellara                                                                                            |
| Colombie                                                                                                  | Suède | Norvège | Slovénie |
| - 52. Santiago Botero - 53. José Serpa - 54. Rigoberto Urán                                               | - 55. Gustav Larsson - 56. Marcus Ljungqvist - 57. Thomas Lövkvist                                             | - 58. Kurt Asle Arvesen - 59. Edvald Boasson Hagen - 60. Lars Petter Nordhaug - 61. Gabriel Rasch                   | - 62. Borut Božič - 63. Jure Golčer - 64. Simon Špilak - 65. Tadej Valjavec                                        |
| Pologne                                                                                                   | Afrique du Sud                                                                                                 | Iran | Ukraine |
| - 66. Tomasz Marczyński - 67. Jacek Morajko - 68. Przemysław Niemiec                                      | - 69. John-Lee Augustyn - 70. David George - 71. Robert Hunter                                                 | - 72. Hossein Askari - 73. Ghader Mizbani - 74. Mahdi Sohrabi                                                       | - 75. Andriy Grivko - 76. Denys Kostyuk - 77. Ruslan Pidgornyy - 78. Yaroslav Popovych                             |
| Portugal                                                                                                  | Japon | Venezuela | Argentine |
| - 79. André Cardoso - 80. Nuno Ribeiro                                                                    | - 81. Fumiyuki Beppu - 82. Takashi Miyazawa                                                                    | - 83. Jackson Rodríguez                                                                                             | - 84. Alejandro Borrajo - 85. Juan José Haedo - 86. Matías Médici                                                  |
| Grande-Bretagne                                                                                           | Nouvelle-Zélande                                                                                               | Danemark | Canada |
| - 87. Jonathan Bellis - 88. Steve Cummings - 89. Roger Hammond - 90. Ben Swift                            | - 91. Glen Chadwick - 92. Julian Dean - 93. Timothy Gudsell                                                    | - 94. Chris Anker Sørensen - 95. Nicki Sørensen - 96. Brian Vandborg                                                | - 97. Michael Barry - 98. Ryder Hesjedal - 99. Svein Tuft                                                          |
| Autriche                                                                                                  | Croatie | Irlande | Mexique |
| - 100. Christian Pfannberger - 101. Thomas Rohregger                                                      | - 102. Matija Kvasina - 103. Vladimir Miholjević - 104. Radoslav Rogina                                        | - 105. Philip Deignan - 106. Nicolas Roche                                                                          | - 107. Moisés Aldape                                                                                               |
| Tunisie                                                                                                   | Ouzbékistan | Bulgarie | Estonie |
| - 108. Rafaâ Chtioui                                                                                      | - 109. Sergueï Lagoutine                                                                                       | - 110. Evgeniy Gerganov - 111. Daniel Petrov                                                                        | - 112. Tanel Kangert - 113. Rein Taaramäe                                                                          |
| Slovaquie                                                                                                 | Lettonie | Serbie | Algérie |
| - 114. Roman Broniš - 115. Matej Jurčo - 116. Ján Valach                                                  | - 117. Raivis Belohvoščiks - 118. Gatis Smukulis                                                               | - 119. Nebojša Jovanović - 120. Ivan Stević                                                                         | - 121. Hichem Chaabane                                                                                             |
| Costa Rica                                                                                                | Lituanie | Hongrie | Brésil |
| - 122. Henry Raabe                                                                                        | - 123. Dainius Kairelis - 124. Ignatas Konovalovas                                                             | - 125. László Bodrogi - 126. Péter Kusztor                                                                          | - 127. Murilo Fischer - 128. Luciano Pagliarini                                                                    |
| Chine | Kazakhstan | Moldavie | Biélorussie |
| - 129. Liang Zhang                                                                                        | - 130. Maxim Iglinskiy - 131. Andrey Mizourov                                                                  | - 132. Alexandr Pliuschin                                                                                           | - 133. Aliaksandr Kuschynski - 134. Kanstantsin Siutsou - 135. Alexandre Usov                                      |
| Bolivie                                                                                                   | Libye | Hong Kong | Corée du Sud |
| - 136. Horacio Gallardo                                                                                   | - 137. Ahmed Belgasem                                                                                          | - 138. Kin San Wu                                                                                                   | - 139. Sung Baek Park                                                                                              |
| Chili | Namibie | Salvador | |
| - 140. Patricio Almonacid - 141. Gonzalo Garrido                                                          | - 142. Erik Hoffmann                                                                                           | - 143. Mario Wilfredo Contreras                                                                                     | |